# Dinastia Jin (265-420)
La Dinastia Jìn (xinès tradicional: 晉朝, xinès simplificat: 晋朝, pinyin: Jìn Cháo; Wade-Giles: Chin⁴-ch'ao²; mandarí: tɕîn tʂʰɑ̌ʊ̯), va ser una dinastia de la història xinesa, que va existir entre els anys 265 i 420. N'hi ha dues divisions principals en la història de la dinastia, la primera és la Jin Occidental (x: 西晉, 265–316) i la segona Jin Oriental (x: 東晉 317–420). Jin Occidental va ser fundada per Sima Yan, amb capital a Luoyang, mentre que Jin Oriental va ser iniciada per Sima Rui, amb capital a Jiankang. Els dos períodes són també coneguts com a Liang Jin (x: 两晋 lit., dos Jin) i Sima Jin pels estudiosos, per distingir aquesta dinastia d'altres dinasties que utilitzen el mateix caràcter xinès, tal com la Dinastia Jin Tardana (x: 后晋).

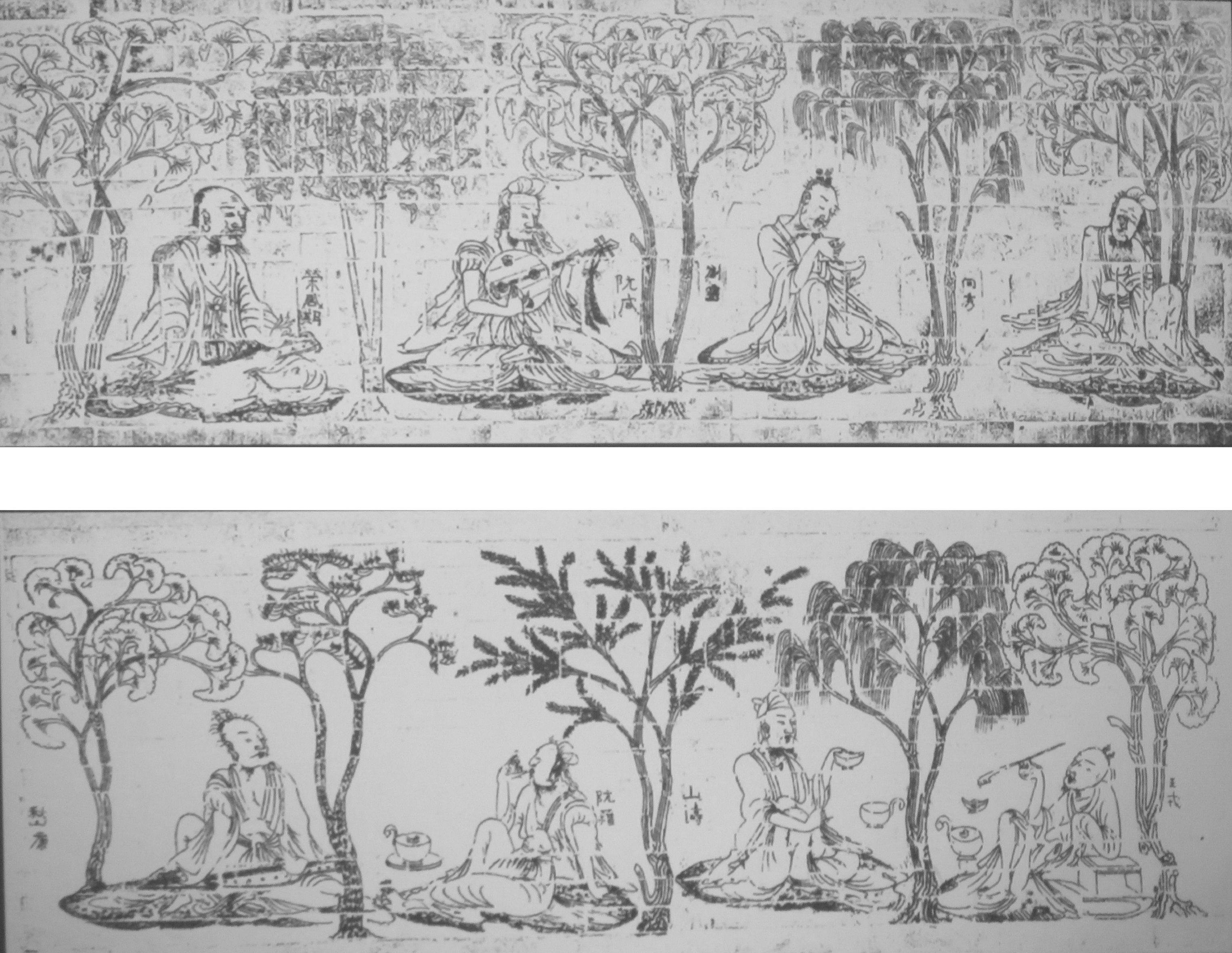
Set Savis de l'Arbreda de Bambú, una pintura d'una tomba de la Dinastia Jin Oriental a Nanjing, ara localitzada al Museu Provincial de Shaanxi.

## Fundació
El clan Sima va ser inicialment un clan subordinat de la dinastia Wei, però la influència i el poder del clan va créixer enormement després de l'incident a les tombes Gaoping del 249. El 265, Sima Yan va forçar a l'emperador Cao Huan de Wei a abdicar el tron en favor seu, acabant amb la dinastia Wei i començant la de Jin com a emperador Wu. Ell va anomenar la seva dinastia en referència a l'estat de Jin del període de Primaveres i Tardors que va governar al comtat Wen a Henei (en l'actualitat comtat Wen a Henan) on hi havia la residència del clan Sima. Sima Yan es va centrar immediatament a conquerir l'últim dels Tres Regnes, Wu Oriental, que controlava el sud-est de la Xina i, el 280, 200.000 soldats en sis columnes, viatjant per riu i terra, van envair Wu tant des de Sichuan com del nord que ràpidament van trencar tota la resistència, inclòs l'intent del canceller de Wu, Zhang Di, d'aturar-los amb 30.000 soldats. Molt aviat, les forces de Jin van assetjar la capital de Wu, Nanjing, que només tenia 20.000 defensors. Adonant-se que estava condemnat, el governant Wu es va rendir a Jin i la Xina es va reunir. Durant el govern de l'emperador Wu, la Xina va entrar en una era de prosperitat. Els Jin van encoratjar la recuperació rebaixant impostos i subvencionant la construcció de dics i altres obres en benefici de l'agricultura. La reunificació de la Xina també va estimular el comerç per ajudar a estimular l'economia.
Al començament de la dinastia Jin, la cort imperial va afavorir les xarxes comercials del sud amb els pròspers Regne de Funan i Lâm Ấp, i en aquest temps de pau i comerç al sud, Jiaozhi i Jiuzhen van gaudir d'una certa autonomia de la Xina fins als anys 320.

## Declivi
Els conflictes interns, la corrupció, i l'agitació política ràpidament van debilitar la dinastia, i la unificació va durar només deu anys. Amb la mort de l'emperador Wu el 290 i l'arribada del segon emperador de Jin, l'emperador Hui, diversos prínceps imperials van tractar de prendre el poder en la devastadora Guerra dels Vuit Prínceps.
Si bé els conflictes inicials eren relativament menors i es limitaven a la capital imperial de Luoyang i als voltants, l'abast de la guerra es va ampliar amb cada nou príncep que entrava en la lluita. Els nombrosos grups tribals del nord i nord-oest que havien estat fortament reclutats a l'exèrcit van explotar en el caos per prendre el poder. El guanyador resultant va ser l'últim príncep supervivent major, Sima Yue. La lluita despoblà el nord de la Xina i va debilitar molt la fortalesa de la dinastia Jin, que aviat es va enfrontar a més trastorns quan va començar l'aixecament Wu Hu, en què la capital de Jin, Luoyang, va ser saquejada per Liu Cong, governant de Zhao anteriors l'any 311 i l'emperador Huai de Jin va ser capturat i posteriorment executat. El successor de Huai, l'emperador Min de Jin, també va ser capturat i executat per les forces de Han Zhao quan es van apoderar de Chang'an l'any 316. Un gran nombre de refugiats van fugir cap al sud, mentre que el nord va ser ocupat per diverses tribus nòmades. Açò va marcar el final de la dinastia Jin Occidental en el 316, quan la cort Jin fou evacuada a la regió al sud del riu Huai, i el començament de la dinastia Jin Oriental i el període dels Setze Regnes.

## Jin Oriental
Sima Rui, que va succeir a l'emperador Min, va restablir la dinastia Jin amb la seva capital a Jiankang, inaugurant el Jin oriental, que va estar en conflicte gairebé constant amb els estats del nord durant la major part de la seva existència, i va llançar diverses invasions del nord amb l'objectiu de recuperar els seus territoris perduts. En particular, l'any 383, els Jin orientals van infligir una derrota devastadora a la batalla del Riu Fei als Jin anteriors, un estat governat per Di que havia unificat breument el nord de la Xina. Arran d'aquesta batalla, els Jin anteriors es van escindir i els exèrcits Jin van recuperar les terres al sud del riu Groc. El Jin oriental va ser finalment usurpat pel general Liu Yu l'any 420 i substituït per la dinastia Liu Song. La dinastia Jin oriental es considera la segona de les Sis Dinasties.